# Беґаново (Куявсько-Поморське воєводство)
Беґаново (пол. Bieganowo, нім. Biegenau) — село в Польщі, у гміні Радзеюв Радзейовського повіту Куявсько-Поморського воєводства.
Населення — 316 осіб (2011).
У 1975-1998 роках село належало до Влоцлавського воєводства.

## Демографія
Демографічна структура станом на 31 березня 2011 року:
|          | Загалом | Допрацездатний вік | Працездатний вік | Постпрацездатний вік |
| -------- | ------- | ------------------ | ---------------- | -------------------- |
| Чоловіки | 151     | 27                 | 103              | 21                   |
| Жінки    | 165     | 30                 | 88               | 47                   |
| Разом    | 316     | 57                 | 191              | 68                   |